# Cardamine cheotaiyienii
Cardamine cheotaiyienii är en korsblommig växtart som beskrevs av Al-shehbaz och Guang Yang. Cardamine cheotaiyienii ingår i släktet bräsmor, och familjen korsblommiga växter. Inga underarter finns listade i Catalogue of Life.